# Bugatti Type 29
Der Bugatti Type 29 ist ein Rennwagen. Hersteller war Bugatti aus Frankreich.

## Beschreibung
Ettore Bugatti hatte 1921 mit dem Type 28 sein erstes Straßenfahrzeug mit einem Achtzylindermotor entwickelt. Dieses Modell mit 3-Liter-Motor ging jedoch nicht in Serie.
1922 folgte der Type 29. Er hatte ebenfalls einen Achtzylinder-Reihenmotor. Er hatte 60 mm Bohrung und 88 mm Hub. Das ergab 1991 cm³ Hubraum. Jeder Zylinder hatte zwei Einlassventile und ein Auslassventil. Der Motor leistete laut einer Quelle 90 PS.
Das Fahrgestell entsprach den schwächeren Modellen Type 22 und Type 23. Der Radstand betrug 240 cm.
Eine Quelle gibt an, dass es Versuchsfahrzeuge waren, die im Spätherbst 1922 zum Type 30 führten.
Eine andere Quelle sieht das Modell ebenfalls als Prototyp, vermutet eine Rennversion des Type 30 und schließt nicht aus, dass es auch eine Version mit 1,5-Liter-Motor gab.

## Type 29/30
Verschiedene Internetseiten kennen einen Bugatti Type 29/30. Demnach begann das Projekt im März 1921. 1922 waren die Zylindermaße bei 60 mm Bohrung und 85 mm Hub angekommen, was knapp 2 Liter Hubraum waren. Rechnerisch waren es genau 1923 cm³. Dieser Motor wurde Type 30 genannt. Im gleichen Jahr begann die Produktion von Rennwagen. Hiervon entstanden 16 Stück mit den Fahrgestellnummern von 4001 bis 4016. Davon existieren noch die beiden Fahrzeuge mit den Nummern 4004 und 4008. Vier Fahrzeuge wurden am 16. Juli 1922 beim Großen Preis von Frankreich 1922 auf dem Circuit de Strasbourg eingesetzt, wo sie die Plätze zwei und drei erzielten. Die Chassislänge, nicht zu verwechseln mit dem Radstand, betrug 255 cm. Nr. 4008 wurde am 16. November 1922 ausgeliefert. Daneben entstand im gleichen Jahr nur noch Nr. 4010 – die restlichen 14 Fahrzeuge offensichtlich 1923. Nur Nr. 4008 und 4009 waren zweisitzige Rennwagen – die restlichen Fahrzeuge wohl einsitzige Rennwagen. Nr. 4008 wurde 2015 für rund eine Million US-Dollar versteigert.
Eine andere Quelle bestätigt viele dieser Angaben. Sie nennt allerdings 88 mm Hub, was 1991 cm³ Hubraum ergibt. Das Maß von 255 cm soll der Radstand sein. Alternative Typenbezeichnung sind 22/30 und 23/30, was wohl davon abhängt, ob das Fahrgestell jenem des Type 22 oder des Type 23 ähnelt. Als Motorleistung sind nur 60 PS angegeben.
2018 wurde das Fahrzeug mit der Nr. 4008 erneut auf einer Auktion angeboten, aber nicht versteigert. Nach Angaben des Auktionshauses Gooding & Company entstanden elf Fahrzeuge mit 240 cm Radstand, drei mit 255 cm Radstand und zwei mit 285 cm Radstand. Die Fahrzeuge mit den Nummern 4001 bis 4004 waren beim Rennen in Straßburg am Start. Der Rennfahrer Martín de Álzaga setzte 1923 die Fahrzeuge mit den Nummern 4014 bis 4016 beim Indianapolis 500 ein.
Eine weitere Quelle gibt für das Rennen in Indianapolis 1923 insgesamt fünf Fahrzeuge dieses Typs an, darunter waren zwei Meldungen von Privatfahrern. Die Teilnehmerliste dieses Rennens nennt die Fahrer Pierre de Vizcaya, Paul Riganti und Martin de Álzaga für das Team von Martin de Álzaga sowie Bertrand Lucigne mit einem Fahrzeug von Prince de Cystria und Louis Zborowski.
Nachfolger wurde zunächst der Type 30 in der Rennversion und dann der Type 32.